# Voyage en barbarie
Pour plus de détails, voir Fiche technique et Distribution.
Voyage en barbarie est un téléfilm documentaire français réalisé par Delphine Deloget et Cécile Allegra, sorti en 2014.

## Fiche technique
- Titre : Voyage en barbarie
- Réalisation : Cécile Allegra et Delphine Deloget
- Scénario : Cécile Allegra et Delphine Deloget
- Photographie : Delphine Deloget
- Son : Delphine Deloget
- Montage : Delphine Deloget
- Musique : Christophe Rodomisto
- Production : Memento Productions
- Pays :  France
- Genre : documentaire
- Durée : 72 minutes
- Date de sortie : France - 18 octobre 2014 (diffusion sur Public Sénat)

## Récompenses
- Prix Albert-Londres de l'audiovisuel 2015[1]
- Prix de l'Impact au FIGRA 2016[2]